# Federazione di hockey su ghiaccio del Messico
La Federazione messicana di hockey su ghiaccio (esp.  Federación Deportiva de México de Hockey sobre Hielo, FDMHSH) è un'organizzazione fondata nel 1984 per governare la pratica dell'hockey su ghiaccio in Messico.
Ha aderito all'International Ice Hockey Federation il 30 aprile 1985.